# Condado de Corres
El condado de Corres es un título nobiliario español de carácter hereditario concedido por el Rey Carlos III el 19 de enero de 1773 a Ignacio Ciro de Arteaga-Lazcano e Idiáquez, señor de la Casa de Lazcano, gentilhombre de cámara del rey, que dada su amistad con el XIII titular de esta casa, no pleiteó por su posesión.
En el siglo XIX se incorporó, como otros títulos nobiliarios, al ducado del Infantado, siendo su actual titular Almudena de Arteaga y del Alcázar.

## Condes de Corres
|                         | Titular                                                     | Periodo                 |
| Creación por Carlos III | Creación por Carlos III                                     | Creación por Carlos III |
| ----------------------- | ----------------------------------------------------------- | ----------------------- |
| I                       | Ignacio Ciro de Arteaga-Lazcano e Idiáquez                  | 1773-1817               |
| II                      | Andrés Avelino de Arteaga-Lazcano y Palafox                 | 1817-¿?                 |
| III                     | Andrés Avelino de Arteaga-Lazcano y Carvajal-Vargas         | ¿?-1850                 |
| IV                      | Andrés Avelino de Arteaga y Silva                           | 1850-1910               |
| V                       | Joaquín Ignacio de Arteaga y Echagüe Silva y Méndez de Vigo | 1910-1947               |
| VI                      | Íñigo de Loyola de Arteaga y Falguera                       | 1947-1966               |
| VII                     | Íñigo de Arteaga y Martín                                   | 1966-2002               |
| VIII                    | Íñigo de Arteaga y del Alcázar                              | 2002-2012               |
| IX                      | Íñigo de Arteaga y Martín                                   | 2013-2018               |
| X                       | Almudena de Arteaga y del Alcázar                           | 2018-hoy                |

## Historia de los condes de Corres
- Ignacio Ciro de Arteaga-Lazcano e Idiáquez (Estella, 1 de junio de 1748-Madrid, 15 de julio de 1817), I conde de Corres,[2] IV marqués de Valmediano y XI señor de la Casa de Lazcano,[2] caballero de la Orden del Toisón de Oro, gran cruz de la Orden de Carlos III, gentilhombre de cámara del rey, sumiller de corps y alférez mayor de Toledo.[2] Era hijo de Joaquín José de Arteaga-Lazcano Mendoza de Basurto-Castaños (1706-1781), III marqués de Valmediano y de María Micaela de Idiáquez y Aznárez de Garro,[2] hija del II duque de Granada de Ega.

Casó el 26 de junio de 1773, en Madrid, con María Ana Palafox Rebolledo y Silva, hija del  marqués de Ariza. Le sucedió su hijo:
- Andrés Avelino de Arteaga-Lazcano y Palafox (10 de noviembre de 1780-5 de febrero de 1864), II conde de Corres,[2] V marqués de Valmediano, XIII marqués de Guadalest, X marqués de Ariza, X marqués de Armunia, XII marqués de Estepa, IX conde de la Monclova, XIII marqués de La Guardia, VIII conde de Santa Eufemia, almirante de Aragón, XX señor de la Casa de Lazcano, coronel de caballería, caballero de la  Orden de Carlos III, prócer del reino, senador por derecho propio y caballero mayor honorario de SCM Isabel II.[2]

Casó el 3 de febrero de 1804 con Joaquina Joseba de Carvajal y Manrique de Lara. Sucedió su hijo:
- Andrés Avelino de Arteaga-Lazcano y Carvajal-Vargas (Lazcano, 22 de julio de 1807-29 de diciembre de 1850), III conde de Corres y marqués de Valmediano por cesión paterna.[2]  Murió antes que su padre.

Casó con María Fernanda Manuela de Silva y Téllez-Girón.  Sucedió su hijo:
- Andrés Avelino María de Arteaga Lazcano y Silva (Madrid, 12 de julio de 1833-Madrid, 15 de junio de 1910), IV conde de Corres,[3] XIV marqués de Cea,[3] XVI duque del Infantado,[4] XXIV conde de Saldaña, XVII marqués de Santillana, XVII conde del Real de Manzanares, XIV conde de Ampudia, XII marqués de Almenara,  VII marqués de Valmediano, XI marqués de Ariza, XII marqués de Estepa,[5] XI marqués de Armunia, XIV marqués de la Guardia, XII conde de Santa Eufemia,[3] X señor de la Casa de Lazcano, XXI almirante de Aragón, general de brigada, caballero y XIII de la Orden de Santiago, senador por derecho propio y gentilhombre de cámara.[3]

Casó el 27 de diciembre de 1866 con María de Belén Echagüe y Méndez Vigo. Le sucedió su hijo:
- Joaquín María Ignacio de Arteaga-Lazcano y Echagüe (San Sebastián, 5 de agosto de 1870-31 de enero de 1947) V conde de Corres,[6] XV marqués de Cea,[7] XVII duque del Infantado,[4] XVIII marqués de Santillana,[8] XXV conde de Saldaña, XVIII conde del Real de Manzanares, XV conde de Ampudia, V conde de Corres, XIII conde de Santa Eufemia, VIII marqués de Valmediano, XII marqués de Ariza, XIII marqués de Estepa,[5] XII marqués de Armunia, XI conde de Monclova, XXV señor de la Casa de Lazcano, XXII almirante de Aragón, IV conde de Serrallo. X marqués de Laula, IX marqués de Monte de Vay, IX marqués de Vivola, XII marqués de la Eliseda, XV conde del Cid, presidente del consejo de Órdenes Militares, senador y caballero del Toisón de Oro.[6]

Contrajo matrimonio en Madrid el 8 de noviembre de 1894 con Isabel Falguera y Moreno (1875-1968), condesa de Santiago y dama de la reina Victoria Eugenia de Battenberg. Le sucedió su hijo:
- Íñigo de Loyola de Arteaga y Falguera (1905-Marbella, 19 de marzo de 1997), VI conde de Corres,[9] XVI marqués de Cea,[9] XVIII duque del Infantado,[4] XIX marqués de Santillana,[8] XIII marqués de Ariza,[10] XV marqués de Estepa,[5] XIII conde de Monclova,[11] XIII conde de Mélito,[12] XIII marqués de Armunia, X marqués de Monte de Vay, IX marqués de Valmediano, X marqués de Vivola, XIX conde del Real de Manzanares, XIV conde de Santa Eufemia, XXVI conde de Saldaña, XIV duque de Francavilla,[4] VI conde de Serrallo,[13] XVII conde del Cid, IV conde de Santiago, señor de la Casa de Lazcano,[9]  XXIII almirante de Aragón,[9] teniente general y Decano de la Diputación de la Grandeza.[9]

Se casó en primeras nupcias el 26 de julio de 1940 con Ana Rosa Martín y Santiago-Concha (1922-20 de abril de 1953) y en segundas el 27 de junio de 1959 con María Cristina de Salamanca y Caro, VII condesa de Zaldívar. Le sucedió su hijo del primer matrimonio:
- Íñigo de Arteaga y Martín (8 de octubre de 1941-Madrid, 9 de junio de 2018),[14] VII conde de Corres,[15][9] y IX conde de Corres y IX conde de Corres fallecimiento de su hijo Íñigo de Arteaga y del Alcázar,[9]  XVII marqués de Cea,[9] XIX duque del Infantado,[4]  XXVII conde de Saldaña[15] y XXIX conde de Saldaña (en 2012 por la muerte de su hijo Íñigo de Arteaga y del Alcázar,[9]  XIX duque del Infantado,[4]  y XVIII y XX marqués de Távara,[9]

Se casó en primeras nupcias el 29 de julio de 1966 con Almudena de Alcázar y Armada de quien se divorció. Contrajo un segundo matrimonio con Carmen Castelo Bereguiain. Por distribución, en 2002 le sucedió su hijo del primer matrimonio:
- Íñigo de Arteaga y del Alcázar (Madrid, 4 de marzo de 1969-San Pablo de los Montes, Toledo, 14 de octubre de 2012), VIII conde de Corres,[16] XVIII conde de Saldaña y marqués de Távara por distribución de su padre en 2002. Falleció en un accidente aéreo y su padre le sucedió en estos tres tres títulos.[16]

- Íñigo de Arteaga y Martín (8 de octubre de 1941-Madrid, 9 de junio de 2018),[14] IX conde de Corres por fallecimiento de su hijo Íñigo de Arteaga y del Alcázar.[17][9] Sucedió su hija del primer matrimonio:

- Almudena de Arteaga y del Alcázar (n. Madrid, 25 de junio de 1967), X condesa de Corres,[18] XXI marquesa de Távara,[16] XVIII marquesa de Cea,[16] XX duquesa del Infantado,[16] XXI condesa de Real de Manzanares,[16] XIV condesa de la Monclova,[16] XXVII señora de la Casa de Lazcano[16] y XXIV almirante de Aragón.[16]

Se casó en primeras nupcias en febrero de 1986, en el castillo de la Monclova, Sevilla, con José Luis Anchústegui y Lluria, divorciados. Contrajo un segundo matrimonio también en el castillo de la Monclova el 28 de abril de 2001 con José Ramón Fernández de Mesa y Temboury.